# Aree naturali protette dell'India
A maggio 2004, le Aree naturali protette dell'India occupavano una superficie di 156,700 km², all'incirca il 4.95% della superficie nazionale. Negli ultimi decenni l'India ha incrementato notevolmente le sue aree protette e il sistema dei parchi nazionali, in risposta al fatto che proprio negli ultimi decenni la pressione demografica ha aggravato la minaccia alla sopravvivenza della fauna selvatica, in India particolarmente ricca. La svolta c'è stata nel 1972, quando venne emanata una legge sulla protezione della fauna selvatica e il Progetto Tigre per la salvaguardia dell'habitat di questo animale; inoltre, una legge sulla conservazione delle foreste venne promulgata nel 1980. Insieme a più di cinquecento santuari della fauna selvatica (Wildlife Sanctuary), l'India ospita tredici riserve della biosfera, quattro delle quali fanno parte della Rete mondiale di riserve della biosfera. Ad esse vanno ad aggiungersi venticinque zone umide, registrate ai sensi della Convenzione di Ramsar.
L'India tutela le aree protette secondo le seguenti tipologie, allineate alla classificazione mondiale stabilita dallo IUCN.
- parchi nazionali
- Animal Sanctuary
- Biosphere Reserve
- Reserved Forest e Protected Forest
- Conservation Reserve e Community Reserve
- Village Forest e Panchayat Forest
- Private protected areas
- Conservation areas

## Parchi nazionali
I parchi nazionali dell'India coprono complessivamente una superficie di 38.029,18 km², a cui corrisponde circa l'1,16% della superficie totale dell'India.